# شایستگی (درجه علمی)
شایستگی (به انگلیسی، آلمانی و فرانسوی: Habilitation) به بالاترین درجهٔ علمیِ ممکن برای یک دانش‌آموخته در دانشگاه های اروپا، آسیای مرکزی و قفقاز، شمال آفریقا و آمریکای لاتین گفته می شود. و دارندگان این سطح علمی پروفسور در رشته خود شناخته می شوند.